# Ватанабэ, Харухиса
Харухиса Ватанабэ (яп. 渡辺 大剛 Ватанабэ Харухиса, 25 августа 1981 — 26 декабря 2012) — японский путешественник и альпинист, побывавший на всех Семи вершинах.

## Биография

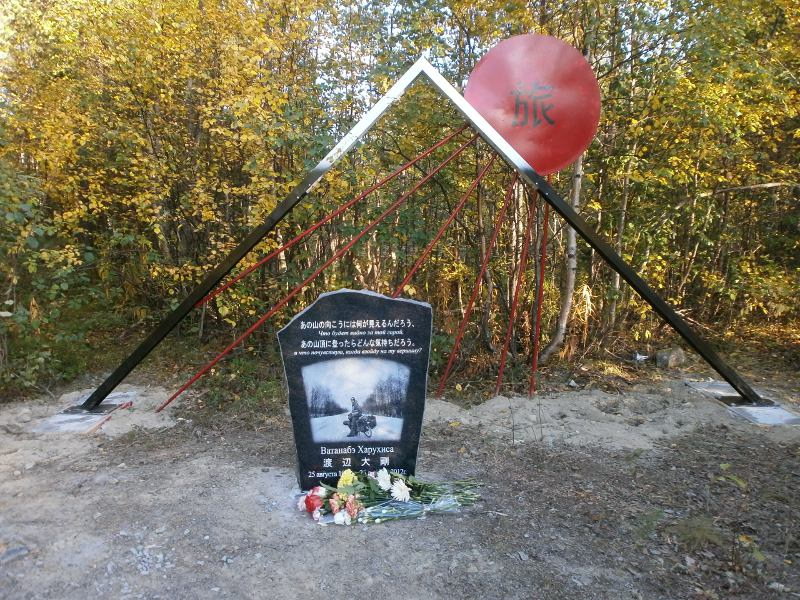
Памятный знак, установленный на месте гибели Ватанабэ в сентябре 2013 года. Состоит из двух объектов: стального символа горы Фудзи, на которую Ватанабэ часто поднимался, и гранитного обелиска

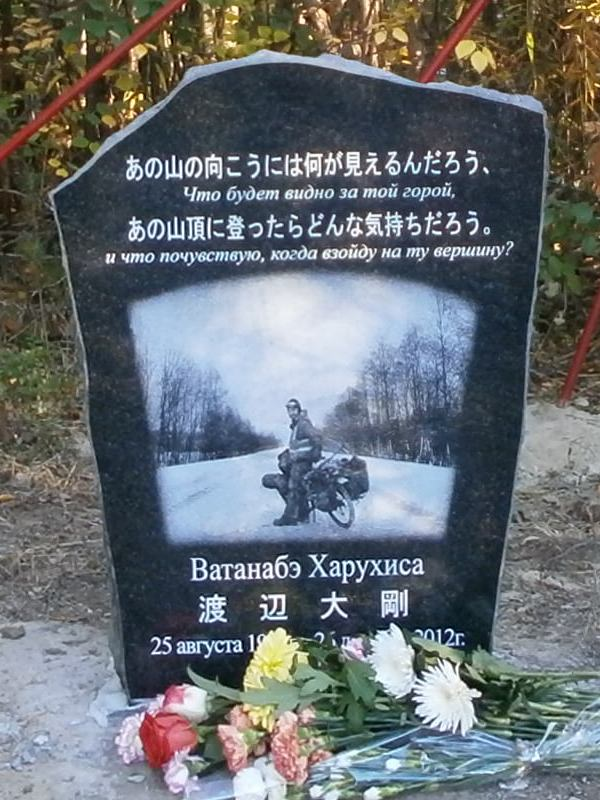
Обелиск вблизи. На нём имеется фотография Ватанабэ, снятая на автотрассе М-18, даты жизни и слова альпиниста на японском и русском

Родился 25 августа 1981 года в поселке Мори уезда Сюти префектуры Сидзуока. В 2004 году стал самым молодым альпинистом, покорившим высочайшие Семь вершин. Также он установил рекорд по скоростному спуску с горы Фудзиямы. 26 декабря 2012 года погиб в автокатастрофе на территории Мурманской области во время своего путешествия из Китая до Мурманска на велосипеде на 1128 км автодороги Кола. Сбил путешественника бывший глава посёлка Зеленоборский Борис Рожанский.